# Der Rosenkavalier
Der Rosenkavalier, op. 59 (en català, El cavaller de la rosa), és una òpera en tres actes amb música de Richard Strauss i llibret d'Hugo von Hofmannsthal. Va ser estrenada a la Königliches Opernhaus de Dresden el 26 de gener de 1911 pel director d'orquestra Ernest Von Schuch i la direcció artística d'Alfred Roller.
Richard Strauss es retira de les harmonies progressives d'Elektra en la seva nova òpera Der Rosenkavalier. El llibretista Hofmannsthal situa l'escena a Viena del segle xviii i tant ell com Strauss gaudeixen del triomf més gran de les seves carreres.

## Origen i context
Després de compondre òperes com Salomé (1905) i Elektra (1909), on usava la politonalitat, l'atonalitat i el paroxisme expressionista, amb un text dramàtic influenciat pel vocabulari freudià de les passions humanes, Strauss va comunicar a Von Hofmannsthal el seu desig de compondre una òpera distinta, a l'estil de l'òpera mozartiana, lleugera, humorística i ambientada en la societat del segle xviii de Les noces de Fígaro. Fruit d'aquesta segona etapa és una sèrie d'òperes de tall neoclàssic o neoromàntic, segons el títol a què ens referim, molt apreciades pel públic i que, majoritàriament, romanen en el repertori líric habitual, sobretot les signades pel poeta Hofmannsthal: Ariadne auf Naxos (1912), La dona sense ombra (1919), Die Ägyptische Helena (1928) i Arabella (1933).
A diferència de les òperes anteriors, el llibret de Von Hofmannsthal és original, és a dir que no està basat en obres literàries preexistents. En l'esbós inicial, els protagonistes serien el baró Ochs i Octavian. No obstant això, a mesura que va anar avançant l'escriptura de l'obra, el personatge de la Mariscala va anar guanyant importància i afermant-se fins a transformar-se en un dels personatges protagonistes. El llibretista i el compositor van començar a treballar en aquesta òpera el maig de 1909. Tot just acabada Elektra, tots dos van començar a intercanviar-se correspondència sobre una comèdia. Hofmannsthal va enviar escena rere escena, des de la seva residència de Rodaun, propera a Viena, a Richard Strauss, que es va entusiasmar de seguida.
No tot el que sol atribuir és realment de Hofmannsthal, però són seves moltes altres coses que semblen preses de la història. El títol de l'òpera al·ludeix a un costum inexistent inventat per Hofmannsthal, que serveix d'excusa per al desenvolupament argumental. El costum aristocràtica d'enviar un cavaller, amic del pretendent, portant una rosa a casa de la núvia abans que es presenti el nuvi no ha existit mai, la seva invenció es deu a la fantasia del poeta. Hofmannsthal va idear l'argument, juntament amb el refinat comte Harry Kessler, que més tard va deixar de figurar entre els autors, però tots dos coneixien el diari íntim, dels anys 1742-1749, del majordom imperial austríac del príncep Johann Joseph Khevenhüller-Metsch. En aquest diari apareixen molts noms que Hofmannsthal va incloure al llibret del cavaller de la rosa: Quinquin, Lerchenau, Werdenberg, Faninal, etc. També s'esmenta al petit moro que està al servei de la princesa, així com alguns personatges que apareixen durant l'audiència. Altres fonts d'inspiració van ser Els amors del cavaller Faublas de Jean-Baptiste Louvet de Couvray i Monsieur de Pourceaugnac de Molière. Encara que van sorgir algunes diferències entre tots dos durant la creació de l'obra, Richard Strauss i Hugo von Hofmannstahl van gaudir de gran manera donant vida a Der Rosenkavalier, i el compositor va trigar aproximadament un any a concloure la partitura. Strauss comentava, amb certa ironia, que li havia fet pena escriure la paraula teló després de la doble barra del compàs final de l'obra.

## Argument
La història transcorre a Viena en el segle xviii, en els primers anys del regnat de l'emperadriu Maria Teresa I.

### Acte I
Dormitori de la Mariscala, a l'alba.
La Mariscala i el seu jove amant Octavian von Rofrano, un jove noble de províncies que s'està temporalment a Viena, intercanvien paraules d'amor després d'haver passat una nit junts.
Entra Muhammad, el criat negre de la princesa, amb el desdejuni, i Octavian s'amaga. Ix del seu amagatall quan Muhammad es retira, i la parella segueix amb el seu diàleg mentre prenen el desdejuni.
Se senten sorolls fora de l'habitació, i la Mariscala expressa el seu temor que el seu marit, que es troba de cacera lluny de Viena, haja tornat d'improvís, per la qual cosa Octavian s'amaga i es disfressa de criada.
Apartant als lacais, el baró Ochs, cosí de la Mariscala, un home rústec i barroer, irromp a l'habitació, i comença a parlar del seu pròxim matrimoni amb Sophie, la filla de l'acabalat burgès Faninal. Li demana a la seua cosina que, atès que ell se sap poc refinat i allunyat de la delicada societat vienesa, li recomane un noble que puga lliurar a Sophie una rosa d'argent en senyal de compromís, d'acord amb el costum. Durant la conversa, Ochs coqueteja amb "Mariandel", la suposada criada, que en realitat és Octavian disfressat. Ochs es justifica davant la Mariscala dient que encara que sigui casat continuarà perseguint camperoles i criades. Veient la situació, la Mariscala proposa Octavian com a portador de la rosa.
És l'hora en què la Mariscala rep a les visites i l'habitació s'omple de gent que hi acudeix a sol·licitar algun favor. Un tenor italià ofereix un ària sentimental, mentre el baró discuteix amb un notari sobre el dot de Sophie. Entre els visitants es troba una parella d'intrigants italians, Annina i Valzacchi, que ofereixen els seus serveis al baró i aquest els contracta perquè localitzen Mariandel.
Tots surten i la Mariscala, en la seua soledat, pensa en el futur de la xiqueta Sophie von Faninal, lliurada a un ésser tan desagradable com el seu cosí, i recorda com en la seua joventut també ella va ser obligada a casar-se amb un home major al qual no estimava. Aquests records l'omplen de malenconia, i la fan reflexionar sobre el pas del temps i sobre la vellesa que s'acosta irremeiablement.
Quan Octavian torna, la Mariscala li assegura que prompte o tard trobarà una noia de la seua edat de qui s'enamorarà, i aleshores l'abandonarà per sempre. Això enfureix el xicot, que li assegura que mai no deixarà d'estimar-la. Quan Octavian surt, la Mariscala s'adona que no s'ha acomiadat amb un bes com era habitual, i ordena als seus criats que cerquen Octavian, però ja no el troben. Llavors, li envia la rosa que ha de presentar a la promesa del baró.

### Acte II
Sala de les visites a la casa de Faninal.
A la mansió de Faninal s'espera l'arribada del cavaller que lliurarà la rosa d'argent. Faninal, molt nerviós, tracta de calmar la seua filla, mentre Marianne, la institutriu de Sophie, mira per la finestra l'arribada d'Octavian.
Anunciat per una multitud de lacais, Octavian entra luxosament vestit i presenta la rosa d'argent a Sophie, la qual l'accepta extasiada, i quan ambdós creuen les seues mirades, comencen a sentir-se irresistiblement atrets.
Quan l'escorta es retira, ambdós joves s'asseuen per a conversar, però són interromputs per l'entrada del baró Ochs, que escandalitza Sophie amb els seus grollers elogis. Després, Ochs es retira a discutir el contracte de matrimoni amb el pare de la jove.
La parella es queda a soles. Sophie afirma que no es casarà amb el baró i ambdós s'abracen mentre es declaren el seu amor. Valzacchi i Annina els sorprenen i criden Ochs, però aquest no dona importància al que succeeix. Octavian diu al baró que Sophie mai no es casarà amb ell i el repta a un duel. El baró es mostra inexpert amb l'espasa i Octavian el fereix lleument.
Al mig de la confusió, Sophie diu a son pare que mai no es casarà amb Ochs, i Faninal amenaça de fer-la ingressar en un convent si no accedeix a casar-s'hi. Mentrestant, Octavian contracta els serveis d'Annina i Valzacchi per a salvar Sophie d'aquesta situació.
El baró, a qui els criats han deixat sol, es recupera de l'esglai tot bevent vi. Annina entra amb una carta de "Mariandel" en què li demana una cita amb ella, i Ochs ja es veu en l'inici d'una altra conquesta amorosa.

### Acte III
Una habitació en una posada.
Instigats per Octavian, Annina i Valzacchi preparen la trampa que han parat al baró. Poc després, entren Ochs i "Mariandel" per a sopar en privat, mentre la falsa donzella es mostra tímida i nerviosa.
De sobte unes estranyes aparicions es veuen en diferents llocs de l'habitació, deixant perplex el culpable baró. Annina, disfressada de viuda, apareix amb diversos xiquets que criden que Ochs és son pare. Arriba la policia, i Ochs en la seua defensa presenta "Mariandel" com la seua promesa anomenant-la Sophie von Faninal, però en aqueix moment apareix Faninal, qui fa cridar l'autèntica Sophie perquè refuse l'absurda pretensió del baró.
Quan Octavian murmura a la policia la veritat sobre la seua disfressa, entra la Mariscala i comprèn ràpidament tot allò que ha ocorregut, i fa desistir Ochs de la seua pretensió de casar-se amb Sophie.
La Mariscala es queda a soles amb els joves amants i renuncia generosament a Octavian en favor de Sophie. Després abandona el lloc en companyia del pare de Sophie, el qual se sent feliç per haver acomplert el seu desig d'ingressar en la noblesa. Octavian i Sophie queden sols, i plens de joia repeteixen la seua declaració d'amor.

## Anàlisi de la trama
Der Rosenkavalier combina una farsa d'embolics a l'estil de les comèdies del segle xviii centrada en el baró Ochs, amb una profunda reflexió sobre el pas del temps, a càrrec de la Mariscala.
Aquests dos temes destaquen l'oposició entre els dos personatges. El baró és un personatge bast, luxuriós i pedant, mentre la Mariscala representa el pensament modern, refinat i intel·ligent.
Si bé la trama està ambientada en el segle xviii, els temes tractats s'enfoquen des de les idees del segle xx. No hi ha cap censura respecte del fet que la Mariscala siga infidel al seu marit amb un jove adolescent, sinó que ben al contrari, aquest personatge és tractat amb respecte i afecte. D'altra banda, la intenció del baró de casar-se amb Sophie es mostra en tot moment amb sarcasme i ironia, ressaltant els aspectes més vils i cínics d'aquesta unió. Finalment, quan Sophie descobreix el tipus de persona que és el baró Ochs, decideix no casar-se amb ell, actitud que difícilment seria tolerada en l'època en què transcorre l'obra.
Els personatges d'Octavian i la Mariscala es corresponen amb els de Cherubino i la Comtessa en Les noces de Fígaro de Mozart, però mentre en aquella l'amor de Cherubino vers la Comtessa no és correspost, Strauss els presenta com a amants des del començament de l'òpera.
Igual que en l'esmentada òpera de Mozart, una dona assumeix el paper d'un jove, en aquest cas Octavian, però a l'obra de Strauss s'accentua la confusió sexual que això provoca. En les primeres funcions a partir de l'estrena, molts espectadors es van escandalitzar pel fet que l'obra comencés amb una escena d'alcova entre dues dones, on una d'elles representa el paper d'un noi jove. Aquesta confusió s'accentua quan el baró percaça una criada que en realitat és un jove disfressat de dona, però el paper del qual és representat per una dona. Si bé una situació semblant es presenta en Les noces de Fígaro, no té un importància central dins de la trama, com en aquest cas.
Una diferència significativa respecte de Les noces de Fígaro és que el llibret de Von Hofmannsthal no té el contingut social que subjeu en el de Da Ponte i el seu antecedent de Beaumarchais. Mentre en l'òpera de Mozart la trama posa en evidència conflictes entre l'aristocràcia i les classes baixes (el que va motivar que l'obra teatral en què es basa estiguera prohibida en diverses ciutats d'Europa), en l'obra de Strauss els conflictes es dirimeixen entre l'aristocràcia de títol i l'ascendent burgesia benestant.
El llibret de Von Hofmannsthal evoca la ironia i el to moralista de l'obra Marriage à-la-mode ('Matrimoni a la moda'), del pintor anglès William Hogarth. Aquesta obra relata a través de sis pintures les nefastes conseqüències d'un contracte matrimonial entre el fill d'un aristòcrata en decadència i la filla d'un burgès milionari. La quarta pintura d'aquesta sèrie va inspirar l'escena del primer acte en què la Mariscala rep a les visites, al notari, al perruquer i al cantant amb el flautista.
Tanmateix el que realment Strauss i Von Hofmannstahl, valent-se d'una trama desimbolta i divertida, van voler reflectir és l'ambient crepuscular que es respirava arreu els anys previs a la I Guerra Mundial, la sortida del qual només s'albiraria a partir de la constatació resignada que res ja no podia ser igual.

## Anàlisi de la música

Matrimoni a la moda de William Hogarth

A Der Rosenkavalier, Strauss s'allunya d'alguns trets avantguardistes que mostren les seues òperes precedents, pròxims a l'atonalitat, i opta per un llenguatge més lluminós, on el cromatisme d'arrel wagneriana cedeix davant un esquema predominantment diatònic.
Igual que Wagner, Strauss utilitza una sèrie de motius que identifiquen els personatges i a les situacions, i que apareixen al llarg de l'obra amb distintes transformacions.
El preludi s'obri amb el tema d'Octavian a càrrec de la trompa, brusc i enèrgic, recordant Don Juan, un dels poemes simfònics de l'autor.
En aquest fragment s'exposa per primera vegada el tema que servirà per a descriure els sentiments de la Mariscala. Es tracta d'un tema que, tot i no tenir força, mostra nostàlgia i resignació.
L'ària italiana del primer acte, Di rigori armato il seno, és una serenata sentimental que imita una pàgina típica del repertori tradicional. És un fragment ple de lirisme, de gran exigència vocal, que en la seua repetició contrasta amb el diàleg entre el baró i el notari discutint els termes del contracte matrimonial.
L'escena final d'aquest acte comença amb el monòleg de la Mariscala, Da geht er him. Aquest personatge ja s'havia mostrat com a amant experta i sensual en l'escena amb Octavian, i com a dama frívola i noble en els diàlegs amb el baró. Ara apareix com una dona madura i reflexiva. En aquest fragment Strauss utilitza instruments solistes que donen a l'orquestra una sonoritat camerística que subratlla l'ambient intimista de l'escena. L'aparició d'Octavian s'acompanya amb una música apassionada i per moments dramàtica, que contrasta amb el to serè i malenconiós de la Mariscala.
En el segon acte cal destacar l'escena de la trobada entre Octavian i Sophie, Mir ist Die ehre widerfahren (M'ha estat concedit l'honor), en què el lliurament de la rosa d'argent es transforma en un duo d'amor. La melodia extasiada de Sophie arriba fins a l'extrem agut en pianissimo, i el compositor aconsegueix a través de la música i el text suspendre i elevar els personatges fins a col·locar-los per damunt de l'espai i del temps. S'introdueix el tema de la rosa d'argent, amb una orquestració summament original, que consisteix en 3 flautes, 3 violins, celesta i 2 arpes, de manera que el so tinga matisos platejats i suggerisca el metall de la rosa. L'escena conclou amb un epíleg orquestral, en què una intervenció del clarinet indica la presència del baró Ochs, i trenca el clima poètic de l'escena.
Mareix un capítol a banda l'ús del vals, present en molts episodis de la partitura. Es tracta d'un anacronisme deliberat, ja que aquesta forma musical és del segle xix, i no existia en l'època en què transcorre l'acció. Un dels fragments més cèlebres d'aquesta òpera és el vals que entona el baró en el segon acte, Ohne mich, ohne mich jeder tag dir so bang. Si bé el baró s'expressa majorment amb frases entretallades i recitades, els moments en què s'expressa melòdicament ho fa a ritme de vals. D'aquesta manera, l'ús del vals està lligat al personatge del baró. En comptes de la brillantor dels valsos vienesos de Johann Strauss, els que s'escolten en aquesta obra estan carregats d'ironia i tenen un aire decadent.
L'Acte III culmina amb el trio entre la Mariscala, Octavian i Sophie, Hab' mir's gelobt, una de les pàgines més belles de la producció operística de Strauss i un dels punts culminants de tota la història de la música, en què la Mariscala renuncia al seu amor per Octavian, donant per complit allò que havia anunciat al final del primer acte. El compositor mostra la seua habilitat per a combinar tres veus femenines de timbre semblant (una soprano dramàtica, una soprano lírica i una mezzosoprano) sense que el resultat sia monòton nii confús. Les veus entren en forma successiva, introduint variants que van creant una estructura cada vegada més complexa damunt d'una orquestració complicadíssima.
L'obra es tanca amb el duo d'Octavian i Sophie, Ist eet Traum, kann nicht wirklich sein, en què expressen mútuament el seu amor, amb els temes ja exposats en el segon acte.

## Curiositats
- Un dels valsos va ser citat en la Simfonia de Luciano Berio. El mateix va ser usat en la pel·lícula de Steven Spielberg A.I. Artificial Intelligence, en el moment que Gigoló Joe i el robot "amb sentiments" David van arribant a Rouge City. La música simbolitza la decadència d'aquesta ciutat.
- La soprano alemanya Elisabeth Schwarzkopf, va ser una de les més grans intèrprets de la Marschallin (Mariscala) protagonista, tot i que també va ser interpretada amb solvència per sopranos de coloratura com Joan Sutherland.
- El baix-baríton Richard Mayr en feu una veritable creació en el seu rol de baix el dia de l'estrena de l'obra, que fou celebrada per la crítica durant molt de temps.